# Rivetina caucasica caucasica
 Rivetina caucasica caucasica es una subespecie de mantis de la familia Mantidae.

## Distribución geográfica
Se encuentra en Irán Siria y Turquía.